# Avi Toledano

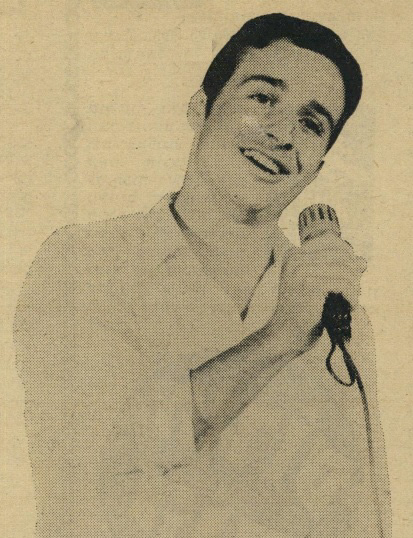
Avi Toledano

Avi Toledano (Meknes, Marokko, 4 april 1948) is een Israëlische zanger en componist van lichte muziek die in Europa vooral bekend is vanwege zijn deelnames aan het Eurovisiesongfestival. Na het Kdam 1982 gewonnen te hebben, mocht hij zijn land vertegenwoordigen in het Engelse Harrogate, waar hij de tweede plaats behaalde met het up-tempo liedje Hora. De winnares van dat jaar, de Duitse Nicole won echter wel met het zeer grote verschil van 61 punten. De zanger had het jaar daarvoor al eens meegedaan aan de Israëlische voorronde, maar op dit Kdam 1981 eindigde hij nog als derde.
Een jaar later won Ofra Haza het Kdam 1983 en mocht zij naar München met het liedje Chai, geschreven door Toledano. Ook dit jaar behaalde Israël de tweede plaats, zij het dit keer met een klein verschil. Bijzonder is dat Toledano zijn liedje eerder had aangeboden aan de populaire Yardena Arazi die ook aan het Kdam meedeed, maar het weigerde en voor een andere compositie koos.
Avi Toledano zou nog een paar pogingen wagen, voor het Kdam 1986 schreef hij een lied dat Chaim Moshe uitvoerde en dat de derde plaats haalde, zelf nam hij weer deel aan het Kdam 1989 met Dayenoo en eindigde hij als tweede.
1973: Ilanit · 
1974: Poogy · 
1975: Shlomo Artzi · 
1976: Chocolad Menta Mastik · 
1977: Ilanit · 
1978: Izhar Cohen & The Alphabeta · 
1979: Gali Atari & Milk and Honey · 
1981: Hakol Over Habibi · 
1982: Avi Toledano · 
1983: Ofra Haza · 
1985: Izhar Cohen · 
1986: Moti Giladi & Sarai Tzuriel · 
1987: Lazy Bums · 
1988: Yardena Arazi · 
1989: Gili & Galit · 
1990: Rita · 
1991: Duo Datz · 
1992: Dafna Dekel · 
1993: The Shiru Group · 
1995: Liora · 
1998: Dana International · 
1999: Eden · 
2000: Ping Pong · 
2001: Tal Sondak · 
2002: Sarit Hadad · 
2003: Lior Narkis · 
2004: David D'Or · 
2005: Shiri Maimon · 
2006: Eddie Butler · 
2007: Teapacks · 
2008: Bo'az Ma'uda · 
2009: Noa & Mira Awad · 
2010: Harel Skaat · 
2011: Dana International · 
2012: Izabo · 
2013: Moran Mazor · 
2014: Mei Finegold · 
2015: Nadav Guedj · 
2016: Hovi Star · 
2017: Imri Ziv · 
2018: Netta Barzilai · 
2019: Kobi Marimi · 
2021: Eden Alene · 
2022: Michael Ben David · 
2023: Noa Kirel · 
2024: Eden Golan · 
2025: Yuval Raphael
- Bibliothèque nationale de France: cb147784085 (data)
- Gemeinsame Normdatei: 134540786
- International Standard Name Identifier: 0000 0001 2144 6501
- Library of Congress Control Number: n87134293
- MusicBrainz: 21d634c2-d412-4c37-a718-79fd7ea83e2a
- Nationale Bibliotheek van Israël: 987007273297405171
- Virtual International Authority File: 97376732
- WorldCat: E39PBJxGWfQMv78yvV7g6Q8KVC